# WLIM
WLIM（1580 AM）是位于美国纽约州苏福克郡帕楚格的一个基督教广播电台，前身是长岛音乐广播，由Polnet通信有限公司开办。发射功率为白天10千瓦，夜间5千瓦。